# 国際薬膳協議会
特定非営利活動法人国際薬膳協議会（とくていひえりかつどうほうしんこくさいやくぜんきょうぎかい）は、2003年11月4日に内閣府国民生活局長により特定非営利活動法人として認証し、中国の中華中医薬学会が日本の唯一の薬膳組織として認定した団体。本部は東京都大田区。
薬膳の国際化を旗印に「国際薬膳」のロゴマーク認定で、正当な薬膳を日本はじめ各国料理に普及し振興することを目的に活動する組織。